# 王操犁
王操犁（1917年—1984年），原名王国乾，又名王光震，男，河南遂平人，中华人民共和国政治人物，曾任黑龙江省人民政府副省长，黑龙江省人大常委会副主任。